# Pleonexia
Pleonexia (do grego: πλεονεξια) é um conceito filosófico utilizado quer no Novo Testamento quer nos escritos de Platão e Aristóteles. Corresponde, de maneira geral, à avareza, podendo ser definida como "desejo insaciável de ter posse do que por direito pertence aos outros".

## Conceito cristão
A pleonexia, mencionada no Novo Testamento, na Epístola aos Colossenses (capítulo 3, versículos 1-11) e no Evangelho segundo Lucas (capítulo 12, versículos 13-21), tem sido sujeita a comentários por teólogos cristãos.
A crença cristã correlaciona a pleonexia com a idolatria, porque substitui Deus pelo auto-interesse e interesse material pelas coisas.

## Conceito na Grécia antiga
Filósofos gregos como Platão relacionaram a pleonexia com a justiça.
Trasímaco, no Livro I de A República de Platão, apresenta a justiça como sendo nada mais que uma restrição não natural colocada sobre a nossa pleonexia natural.
Discutindo a filosofia de Aristóteles, que dizia na sua obra Ética a Nicómaco que todas as acções especificamente injustas são motivadas pela pleonexia, Kraut aborda o termo e correlaciona-o como epichairekakia, versão grega de schadenfreude, dizendo que inerente à pleonexia está o apelo de actuar injustamente à custa dos outros.